# Духовні заклади освіти
Духовні заклади освіти, також заклади духовної освіти — заклади освіти для підготовки теологів. Що однаково присутні в історії християнської цивілізації (католиків, православних і протестантів).
Відомі в історії типи зазначених закладів бурса, школи, семінарії, училища, колегії, інститути, університети, академії.
Релігійні заклади освіти присутні також в ісламі (наприклад медресе), в юдаїзмі (наприклад єшива), незалежно від конфесії в інших релігіях.

## Історія
В Україні поширенішим видом закладу освіти була і є Недільна школа (Катехітична школа, Парафіяльна школа) при церкві або при монастирі. «Недільною» школу прийнято називати від звичаю дотримуватися третьої Заповіді Божої «не ділати» фізично у неділю (звідси «укр. неділя»), тобто вивільнити душевні сили для сприйняття духовного вдосконалення: шанувати Воскресіння Христа (звідси «рос. воскресенье»), присвячуючи час молитві і богослужінню, духовним вправам, поглибленню знань Біблії, душеспасительним бесідам, плекання з дитинства звичаю добрих вчинків, формування християнського образу життя й ментальності. «Катехітичною» ту ж школу прийнято називати від викладання в ній Катехізису. Або «Парафіяльною» школою — від назви церковної громади «парафія». В Київській Русі князь Володимир заснував школу в Києві, де вчилися читати і рахувати, писати і співати, вивчали Закон Божий (використовували книги псалтир, октоїх, часослов, апостол). На одній тільки Запорізькій з відомих 11 козацьких Січей було 3 вищих заклади освіти та 16 парафіяльних Недільних шкіл. Після Унії 1596 р. Василіяни заснували 50 шкіл на зразок єзуїтів (у м. Добромиль, Кристинопіль, Лаврів, Львів та інші). На теренах України в Австро-Угорській імперії (порівняно зі станом в Російській імперії) повстання семінарій не припинялось. Наприклад, у Львові в 1783 р. засновано нову семінарію. При якій зібрана бібліотека, укладений архів, діє видавництво, засновано музей. В якій вчились українці Буковини, Закарпаття та інші. Відомий видатний випускник її Шашкевич Маркіян Семенович та інші. Призначенням таких закладів є не лише з метою служіння в церкві, але й для світського життя.
Духовні Семінарії та Академії служили переважно для формування кліриків.
Не випадково підібрана назва для семінарії «семінарія». Адже від лат. seminarium в значенні «розсадник» взято від біблійної ідеї «сіяння» науки Господа Бога в притчі про «сіяча» (Мт. 13:4-23). В Україні православні семінарії поширюються в XVIII ст.. Навчання в них тривало 4-6 років. Крім кліриків вчилися і світські особи. На етнічних землях Білорусі для українців відкрито в 1582 р. єзуїтами семінарію, після Кобринського синоду 1626 р. засновано семінарію і в м. Мінськ. У 1689 р. Новгород-Сіверська школа була перенесена до м. Чернігів і утворюється Колегія, яку у 1776 р. влада Російська імперії перетворила на семінарію. В семінаріях вивчали 4 роки загальноосвітні предмети, 2 роки — богословські дисципліни. Заснована у 1738 р. Слов'яно-Латинське училище (Колегія), яке реорганізовується в 1797 р. у «Малоросійську» семінарію. У 1796 р. — семінарія на Волині. У 1797 р. в Шаргороді — Подільська семінарія (з 1806 р. в Кам'янець-Подільському). У 1817 р. на Слобожанщині перетворений Харківський Колегіум на семінарію. В Російській імперії семінарії підлягали Академіям через «зовнішнє академічне управління», і перетворення Росією Колегій в Україні з автономною професурою і студентством в семінарії для тотального контролю було не випадковим, оскільки воно сприймалося як джерело демократичного устрою козацької республіки в Україні. Ввели викладання російською мовою, і з 1896 р. Міністерство освіти Російської імперії «вже не перешкоджало» здобувати освіту випускникам семінарій з України в Варшаві (Польща), Дорпаті (Естонія), Томську й т.п.. На момент 1911 р. в підросійських землях України було 11 семінарій. В Україні для греко-католиків з теренів під Австро-Угорською імперією (Галичина і Закарпаття) заснована семінарія «Барбареум» у 1774 р. в м. Відень, а у 1779 р. — у м. Львів, у 1780 р. — у м. Перемишль. Семінарію в м. Станіславові відкрито у 1907 р., в м. Ужгороді — в 1778 р., в Пряшеві — у 1880 р.. На підпольських теренах України до 1939 р. в Кременці була одна семінарія.
Існували 4 класні семінарії для дітей білого духовенства в Російській імперії. Мало нижчий ступінь освіти, але надавало переваги при вступі у семінарії. У 1917 р. в Україні було 30 духовних училищ. В період 1917-1919 р. (УНР) працювали семінарії в Києві, Кам'янець-Подільську, Житомирі, Харкові, Одесі, Катеринославі, Сімферополі, Єлисаветграді, Полтаві, Чернігові, Холмі. В УРСР — всі ліквідовані.
Відомі були так звані Малі семінарії, як виховно-навчальні заклади гімназійного, середнього загально-освітнього рівня. Мала семінарія «Святого Йосафата» була у Львові від 1919 р.. Заснована така семінарія у 1931 р. у Рогатині.
Багато семінарій не пережило вир репресій в СРСР. Але дозволені були православні семінарії РПЦ Московської Патріархії в Києві, Одесі, Луцьку. У часи переслідувань в СРСР навчання відбувалося підпільно. У незалежній Україні в 1991 р. прийнято «Закон про свободу совісті та релігійні організації». Почалося відродження закладів духовної освіти. Професорсько-викладацький склад формувався переважно з Франції, Німеччини, Італії, Британії, США, Аргентини, Канади, Австралії та інших.
На теренах України перші академії існували в грецьких полісах, серед скіфів — задовго до Хрещення Русі князем Аскольдом (чи Володимиром). Освіта була при монастирях, наприклад старець Овдій керував перекладами Біблії на мову скіфів та сарматів (свідчив Ібн Фадлан, Ібн аль-Недім, монах чорноризець Храбр, Дітмар, Іван Золотоустий, Кирило і Мефодій Солуньські). Відомий перший вчений з України Діонісій Малий. Вчені доби Київської Русі Климент Смолятич, Лука Жидята, Яков мніх, Кирило Туровський, Данило Заточник та інші. Великий вплив на формування освіти України мали Греція, Болгарія, Сербія, Італія, Богемія, Польща, Німеччина та ін.. Що давало історії доби Середньовіччя таких вчених як Мелетій Смотрицький, митрополит Кипріан, Франциск Скорина, Іван Федорович, Фіоль Швайпольт, Соболь Спиридон та інших. З XV–XVI ст. українське православне духовенство здобувало вищу освіту навіть у «монастирській державі» Афон (Атос). Відомі випускники єзуїтської католицької Академії м. Замостя: Косів Сильвестр, Касіян Сакович, Ісая Козловський-Трофимович та ніші. Вчені Козацької доби історії були Величко Самійло Васильович, Граб'янка Григорій Іванович, Боболинський Леонтій та інші. Крім вчених чужинців в вишах України, при підвищенні освітнього та наукового рівня за кордоном співвітчизники поверталися в Україну і підтримували існуючі або утворювали заклади освіти. В XVI–XVII ст. в Україні при православних Братствах були освітні школи: м. Луцьк (з 1586 р.), Острозька на Волині (з 1576 р.), Скиті, Крехові, Замостя, Дрогобич, Рогатин та інше. Уславлена від 1576 р. стала Острозька академія (Слов'яно-греко-латинська академія в м. Острог). Відомий професор Острозької Академії Княгиницький Йов. Відомі випускники освітньої Львівської братської школи Беринда Памво, Борецький Йов, Петро Могила та інші. Була академія у Львові при Ставропігії, в Вільні. У 1700 р. утворена Чернігівська Колегія, Харківський Колегіум і в м. Переясвль. На підросійських теренах України греко-католицьке шкільництво — ліквідоване урядом на момент 1772 р. (з 1830-х рр. почалися репресії проти греко-католиків довершені мучеництвом Пратулинців). На теренах України в Австро-Угорській імперії (порівняно зі станом в Російській імперії) при Університеті у м. Львів в 1787 р. засновано «Studium Ruthenum» (Провізоричний науковий інститут в руській мові) з викладанням українською мовою (кафедра догматики, пасторальної теології, катехитики). Формується там професура і деканат з освічених українців у XIX–XX ст.. Вчені запрошувалися також з Царгороду. У 1632 р. утворена Києво-Могилянська Колегія (Академія) в Києві зі шкіл «Київське Богоявленське братство» і Києво-печерської школи. У Києво-Могилянській Колегії 1/3 кліриків, інші — світські. В якій, крім русинів (українців та білорусів), вчилися балканські слов'яни, румуни, греки, араби, росіяни та ніші. Її філії відкриті в Гощі (Волинь), в м. Вінниця. Протягом 1817—1819 р. вводилася російська мова викладання. На теренах України, де не було Росії українці здобували вищу освіту в м. Будапешт і Ягер (Угорщина), м. Краків і м. Варшава (Польща), м. Рим (Італія), м. Тирнав (Словаччина), м. Прага (Богемія), м. Оломоуц (Моравія), м. Відень (Австрія), м. Бравенсберг (Пруссія), м. Вільно (Литва), м. Белград (Сербія), Німеччина тощо. Семінарія заснована в 1827 р. в м. Чернівці згодом перетворена на Теологічний Інститут, який у 1875 р. став православним богословським факультетом. При ньому утворилося в 1907 р. академічне товариство «Православна Академія». Попри утиски влади на підрумунських теренах України з 1923 р. вищу освіту українці здобувають в м. Будапешт (Угорщина), м. Белград (Сербія). Граф і митрополит УГКЦ А. Шептицький заклав у 1928 р. Теологічну Академію. Навчання в ньому тривало 5 років. У 1924 р. при Варшавському університеті засновано «Студіум Православної теології», професорами якого були І. Огієнко, О. Лотоцький, Д. Дорошенко, В. Біднов та інші. З теренів України в Російській імперії українці вчилися до 1917 р. в Академіях м. Санкт-Петербург, м. Москва, м. Казань і т.д.
При взаємопроникненні культур, не лише відбувався вплив на народ України чужого наукового світу, але впливали і представники українського народу на інших. Наприклад, Росія обирала собі освічених архієпископів з України, посади професорів Московського університету були наповнені вченими з Києва (Феофан Прокопович, Стефан Яворський, Дмитро Туптало, Славинецький Єпіфаній та інші). Навіть перший підручник з граматики російської мови для росіян написаний був вченим українцем Лаврентієм Зизанієм (друкований у 1594 р. в м. Вільно — 1649 р. у м. Москва), і Мелетієм Смотрицьким (друкований у 1619 р. в м. Вільно).
Духовна освіта сприяла розвиткові науки, культури, поезії, драматичного театру (інтермедії з інтерлюдіями) тощо. Причетні до цього такі особи як Сковорода Григорій Савич, Величковський Іван, Почаський Софроній, Дмитро Туптало та інші.
Духовна освіта сприяла формуванню шляхетних державних діячів таких як Петро Конашевич Сагайдачний, Іван Мазепа, Орлик Пилип Степанович, Павло Полуботок, Іван Виговський, Іван Самойлович, Хмельницький Юрій Богданович, Маркевич Яків Андрійович, Ханенко Михайло Степанович, Полетика Григорій Андрійович, Лобисевич Опанас Кирилович, Бантиш-Каменський Микола Миколайович, Безбородько Олександр Андрійович, Трощинський Дмитро Прокопович та інші.
Є і сучасні церковні коледжі, інститути та університети.
На момент 1999 р. в Україні діяло 94 духовних заклади освіти вищого та середнього рівня, в яких навчалося 13078 студентів. Працювало 6400 недільних шкіл.

## Заклади духовної освіти в Україні
Право створювати заклади духовної освіти мають релігійні управління і релігійні центри відповідно до своїх зареєстрованих статутів (положень) з метою підготовки священнослужителів і служителів інших необхідних їм релігійних спеціальностей. Заклади духовної освіти діють на підставі своїх статутів (положень), зареєстрованих центральним органом виконавчої влади, що реалізує державну політику у сфері релігії, у порядку, встановленому Законом..
Кількість закладів духовної освіти станом на 01.01.2016 р. складала: Всього — 198;
З них:
- Вищі — 129;
- Середні — 69.

В них навчалось за денною формою навчання — 8,2 тис. слухачів та за заочною — 11,7 тис. слухачів.
У тому числі створено релігійними організаціями:
- Православними — 45;
- Католицькими — 27;
- Протестантськими — 46;
- Мусульманськими — 3;
- Юдейськими — 7.[3]

## Концепціясекуляризації(див.історія секуляризації)
Політичний режим УРСР з 1918 р. почав насильно закривати заклади духовної освіти незалежно від конфесії. Концепція секуляризації, як свідчить новітня історія і статистика девіантної поведінки (соціологія), в результаті часто дає особу нафаршировану інформацією набутою попередніми поколіннями науковців (з їх проблемою застосувати ті знання), але не виховує особистість, не залишає місця моралі в юриспруденції і політиці, і не дбає за моральне здоров'я суспільства і таке інше. Довге сидіння за партами для «промивання мізків» за даними медичної соціології спровокувало чималу кількість сколіозу та інше. Вилучення з середньої загальноосвітньої програми «дореволюційних» дисциплін, таких як логіка й інше для виховання загальної атмосфери в суспільстві, в результаті дало шар так званої «інтелігенції» легко піддатливої на примітивно-інтелектуальні директиви держави (контингенту осіб з відмінною ментальністю), імітацію «демократичних процесів» тощо. Соціальне приниження низькою зарплатою педагогів спровокувало не престижність професії вчителя, зниження якості освіти, виїзд з України вчених і високо-кваліфікованих фахівців тощо. Наслідки опускання освіти достатньо простежити на порівнянні програми освіти Рейн-Вестфалії і УРСР, коли в німецьку програму входило навчити учнів плавати (в радянсько-українську — ні), в наслідку у СРСР під час Другої світової війни при форсуванні Дніпра багато гинуло радянських військових не від куль, а через те, що не вміли плавати. Моральна деградація вплинула на усталеність «подвійного стандарту» суспільного життя — одне написано в законах, а друге роблять, і третє думають. Насунула і демографічна криза (вимирання українського народу). Криміногенна ситуація і покинуті напризволяще діти відбирають щасливе майбутнє України. Понад 70 % української молоді настроєна покинути Україну, вважає що може себе реалізувати не на Батьківщині в Україні тощо. Нинішню Україну іноземці свідчать, що впізнають по словах секс-тур в Україну, Чорнобиль, футбол (Шевченко Андрій Миколайович) і бокс (Кличко).

## Концепція анти-секуляризації
Давню педагогічну традицію складала освіта плекаюча образ особистості, будуючи характери громадян, беручі за взірець християнське благочестя, задля морального здоров'я душі народу (нації). Це сполучувалось з етнічною педагогікою в українських родинах. В обороні цього виступали Вишенський Іван, Ващенко Григорій Григорович та інші.
Свідчення французького інженера-фортифікатора і картографа, маркіза Гійома Лявасера де Боплана, котрий перебував в Україні у 1631–1648 рр. на польській службі («Опис України» 1660 р.): 
|  | «В Україні в людях є висока моральність, присутній вишкіл з усіма дітьми і жінками так, що всі жінки в храмах під час молитви самі читають співи з молитовника, навіть сиротам не давали вештатись по вулицях — відправляли в школи. А козаки мали кишенькові годинники та вміли по них рахувати час». |

Свідчення німецького історика і економіста Жан-Бенуа Шерера у 1788 р. («Літопис Малоросії, або Історія запорозьких і українських козаків»): «Репутація шкіл притягувала дітей всієї України, і навіть Польщі».
Після подій Другої світової війни і через Декларації 1927 р. митрополита Сергія політичний режим СРСР дозволив і в Україні відкрити семінарії лише для РПЦ МП: у м. Києві, у м. Луцьку та м. Одесі, при одночасній дискримінації інших конфесій (див. «Українська греко-католицька церква в СРСР»). А після проголошення незалежності України 1991 р. почали діяти 130 закладів духовної освіти різних конфесій.